# Clã Toyotomi
O clã Toyotomi (豊臣氏, Toyotomi-shi) foi um clã japonês que governou o Japão antes do Período Edo.

## Unidade e conflito
A mais influente figura entre os Toyotomi foi Toyotomi Hideyoshi, um dos três "unificadores do Japão". Oda Nobunaga foi outro unificador primário e líder do clã Oda na época. Hideyoshi se aliou a Nobunaga ainda jovem, mas não era altamente agraciado por conta de seu passado camponês. Entretanto, Hideyoshi aumentou sua influência, assim permitindo-o ter um significante grau de poder do clã Oda a partir da morte de Nobunaga em 1582. Como governante virtual da maior parte do Japão, Hideyoshi criou um novo clã chamado "Toyotomi" em 1584, e alcançou a unificação do Japão em 1589.
Quando Hideyoshi morreu em 1598, seu filho Toyotomi Hideyori ainda era uma criança. Cinco regentes foram apontados para governar até sua maturidade, e os conflitos entre eles começaram rapidamente. Em 1600, Tokugawa Ieyasu depôs Hideyori e tomou o poder após vencer a Batalha de Sekigahara. Em 1614, Hideyori entrou em conflito com o clã Tokugawa, culminando no Cerco de Osaka entre 1614 e 1615. Como resultado do cerco, Hideyori foi forçado a cometer seppuku. Após sua morte, o clã Toyotomi se dissolveu, deixando o clã Tokugawa solidificado como governante do Japão. O último membro dos Toyotomi foi Tenshuni (1609-1645). Rumores diziam que o filho de Toyotomi Hideyori, Toyotomi Kunimatsu, escapou da execução, e outro rumor dizia que Hideyori tinha um filho ilegítimo chamado Amakusa Shiro.

## Membros notáveis
- Toyotomi Hideyoshi
- Toyotomi Hideyori
- Toyotomi Hidetsugu
- Toyotomi Hidenaga